# روفوسبورت
روفوسبورت (بالإنجليزية: Roufusport)‏ (المعروفة أيضًا باسم أكاديمية روفوسبورت إم إم إيه) هي قاعة تمرينات لفنون القتال المختلطة مقرها في ميلووكي، ويسكونسن. تُعرف بأنها واحدة من أفضل قاعات التمرينات في فنون القتال المختلطة، وقد أخرجت بطلين سابقين في يو إف سي، أنطوني باتيس (بطل يو إف سي للوزن الخفيف السابق) وتايرون وودلي (بطل يو إف سي لوزن الوسط سابقًا).